# Soudans
Soudans (arabisch سودان, DMG Sūdān ‚Schwarze‘) ist die Bezeichnung für subsaharische Volksgruppen in Mauretanien in pauschaler Abgrenzung zu den Volksgruppen der Mauren mit arabischen und berberischen Wurzeln, die in der westlichen Sahara Bidhan („Weiße“) genannt werden. Die strikte ethnische Gliederung nach der Herkunft ist in der Praxis teilweise schwierig und wird von der für Mauretanien typischen Einteilung der Gesellschaft in soziale Kasten überlagert.

## Unterscheidung
Es gibt fünf schwarzafrikanische Hauptgruppen in Mauretanien, die traditionell überwiegend Ackerbau treiben und in Dörfern im Süden des Landes leben. Die größte Volksgruppe sind die Tukulor, ein Zweig der Fulbe. Weitere bedeutende schwarzafrikanische Gruppen sind Soninké, Wolof, Bambara und Fulbe. Andere ethnische Minderheiten leben ebenfalls im Süden und in den Oasen in den übrigen Landesteilen. Wie die Bidhan waren die Mehrzahl der Fulbe früher Nomaden. Fast alle haben Familienmitglieder im Senegal oder in Mali. Sie sprechen Fulfulde oder westatlantische Sprachen aus der Niger-Kongo-Sprachfamilie.
Die schwarzafrikanischen Gesellschaften der Soudans sind ebenso wie die maurischen Bidhan stark geschichtet. Das globale System der sozialen Schichtung ist für alle schwarzen Gruppen fast identisch. Die drei hauptsächlichen Klassen sind der Adel, eine weitere endogame Schicht und die Vasallen (Abhängigen). Weitere soziale Unterscheidungen werden auf Grund von Lebensunterhalt, Prestige und Macht getroffen. Die Klasse der geschickten Handwerker ist auf derselben professionellen Basis wie bei den Mauren organisiert. Sklaven (Abid) und ehemalige Sklaven (Haratins) bilden eine unterworfene Gruppe, werden aber häufig als Familienmitglieder akzeptiert und entsprechend behandelt. Die Abstammung ist patrilinear, aber auch mit den Familienmitgliedern der Mutter werden enge Beziehungen aufrechterhalten. Die Familie ist die Basis der sozialen Einheit. Wenige Haushalte sind polygyn. Die soziale Schichtung ist wenig durchlässig.

## Tukulor
Tukulor unterscheiden sich von Fulbe hauptsächlich in ihrer Lebensart und ihrem Dialekt. Die Mehrzahl der Tukulor leben auf beiden Seiten des Senegalflusses, der die Grenze zwischen Mauretanien und Senegal bildet. Als Gründer des antiken Königreichs von Takrur haben sie einige lokale Völker einschließlich Wolof und Soninké in ihrer Gesellschaft eingegliedert. Die Tukulor sprechen Poulaar, den westlichen Dialekt des Fulfulde, der viele Lehnwörter aus den Nachbarsprachen enthält und vom östlichen Fulfulde in Aussprache, Wortschatz und Syntax abweicht. Die Mehrzahl der Tukulor sind sesshafte Landwirte im Gegensatz zu den nomadischen Fulbe. Neben dem Adel, den Handwerkern und den Unterworfenen kennen Tukulor auch eine altersbasierte soziale Gruppierung, Fedde genannt. Die Alten werden bei gesellschaftlichen Zeremonien hinzugezogen, um die Solidarität und die Freundschaftsverpflichtungen zwischen den Familien zu festigen.
Die Tukulor sind Muslime und wie die Mehrheit ihrer Nachbarn glauben sie an die Segenskraft Baraka der heiligen islamischen Männer. Sie gehören größtenteils der islamischen Bruderschaft der Tidschaniya an.

## Fulbe
Die große Volksgruppe der Fulbe ist auf weite Gebiete der afrikanischen Savanne von Senegal bis in den Sudan zerstreut. Sie sollen alle aus Senegal stammen und langsam in Richtung Osten im Laufe der letzten 800 Jahre ausgewandert sein. Bekannt unter vielen Namen nennen sie sich selbst in Mauretanien Pullo (sing.) oder Fulbe (pl.). Fulfulde ist eine Unterfamilie der Niger-Kongo Sprachen. Fulbe sind Muslime. Die Fulbe sind bekannt für ihre Viehherden und Milchprodukte. Viel ihrer Kultur dreht sich um ihren pastoralen Lebensstil. Die soziale Grundeinheit sind die Kernfamilien, die nach Abstammung und Clan organisiert sind. Die Erbfolge ist patrilinear; die Einheit der Hausgemeinschaft ist gewöhnlich die patrilokal ausgedehnte Familie. Die Ehe wird durch Zahlung eines Brautpreises legitimiert, die Geburt eines Kindes bedeutet soziales Prestige.

## Soninke
Die Soninke in Mauretanien sind der westlichste Zweig des Volkes, das in der Elfenbeinküste, in Mali, in Burkina Faso zerstreut lebt. Sie betreiben am Ufer des Senegalflusses Landwirtschaft und Handel. Ihre Vorfahren waren die Gründer des antiken Königreichs von Ghana. Einige Soninke in Mauretanien sprechen Azayr, ein durch Berberisch stark beeinflusster Soninke-Dialekt, während die Mehrzahl die Sprachen der Völker sprechen, unter denen sie leben. Sie sind strenggläubige Muslime.
Die Gesellschaft der Soninke ist starr geschichtet und bietet wenig soziale Mobilität. Die Abstammung, die Hinterlassenschaft und die Übertragung der Verwandtschaft und Familienautorität sind patrilinear. Die Zahlung eines Brautpreises ist ein gut etablierter Brauch, und die Folklore und Rituale sind ein Teil ihres Lebensinhalts.

## Bambara und Wolof
Nur eine geringe Zahl von Bambara leben in Mauretanien, die Mehrzahl wohnt in Mali. Sie stammen vermutlich von den Gründern des Königreichs von Mali aus dem 13. Jahrhundert. Ihre Sprache, Bambara, steht eng mit den benachbarten Sprachen in Beziehung. Viele sind Muslime, die Anzahl der Anhänger variiert nach Gruppe und Ort. Die Mehrzahl der Bambara sind Landwirte.
Eine ziemlich kleine Anzahl von Wolof lebt in Mauretanien. Die Mehrzahl lebt in Senegal, wo sie die größte Volksgruppe bilden. Die Sprache der Wolof umfasst mehrere Dialekte und hat viele Wörter aus dem Arabischen und verschiedenen europäischen Sprachen. Fast alle Wolof sind Muslime und gehören der islamischen Brüderschaft an. Agrarwirtschaft und Handel bilden die Basis ihres Lebensstils.